# ATP 250 토너먼트
ATP 250 토너먼트(ATP 250 tournaments, 구 명칭: ATP 월드 투어 250 토너먼트, ATP 인터내셔널 시리즈, ATP 월드 시리즈)는 4개의 그랜드 슬램 토너먼트, ATP 파이널스, ATP 마스터스 1000 토너먼트 및 ATP 500 토너먼트 다음으로 주요 ATP 투어의 연간 남자 테니스 토너먼트 중 가장 낮은 등급이다. 2024년 기준 이 시리즈에는 38개의 토너먼트가 포함되어 있으며, 각 싱글 챔피언에게 250개의 랭킹 포인트가 부여된다. 이는 시리즈의 이름을 설명한다. 무승부는 단식의 경우 28, 32, 48회, 복식의 경우 16회로 구성된다. 2025년에는 5개 토너먼트(애틀랜타, 코르도바, 에스토릴, 리옹, 뉴포트)가 은퇴하고 3개 토너먼트(댈러스, 도하, 뮌헨)가 500레벨로 업그레이드된 후 이 시리즈에는 30개 토너먼트만 포함된다.
토마스 머스터(Thomas Muster)는 26회 최다 단식 우승 기록을 보유하고 있으며, 마이크 브라이언은 46회 복식 우승 기록을 보유하고 있다.

## 같이 보기
- 그랜드 슬램 (테니스)
- ATP 파이널스
- ATP 월드 투어 마스터스 1000
- ATP 500 토너먼트